# 辺野喜未来
辺野喜 未来（べのき みく、1996年3月1日 - ）は、日本の元女子バレーボール選手である。

## 来歴
千葉県山武市出身。高身長だったので小学5年よりバレーボールを始める。世田谷区立北沢中学校在校中には、JOCジュニアオリンピックカップに東京都代表として出場し、大会優秀選手に選出された。下北沢成徳高校に進学し、2013年1月の第65回全日本高等学校選手権大会ではチーム10年ぶりの優勝に大きく貢献し、自らも優秀選手賞に輝いた。
2013年4月、全日本女子メンバーに初選出された。同年10月に開催された国民体育大会では東京都代表として出場し、東京都に11年ぶりとなる優勝をもたらした。引き続きメキシコのティフアナで開催された第1回世界U23女子選手権に出場し、日本チームの銅メダル獲得に貢献した。
2013年11月、練習中に負傷し膝の靱帯断裂と診断された。2014年2月、Vチャレンジリーグの上尾メディックスへの入団内定が発表された。
2015年2月21日の東レ戦に途中出場し、プレミアデビューを果たした。
2018年4月、Vリーグ機構の移籍公示リストで退団が公示された。

## 人物・エピソード
- 身長は172cmと高くはないが、豊かなジャンプ力があり、同タイプの迫田さおりを目標としていた[12]。

## 球歴
- 全日本代表 - 2013年

## 所属チーム
- 山武ジュニア
- 世田谷区立北沢中学校
- 下北沢成徳高等学校
- 上尾メディックス（2014-2018年）

## 受賞歴
- 2013年 - 第65回全日本高等学校選手権大会 優秀選手賞

## 個人成績
Vプレミアリーグレギュラーラウンドにおける個人成績は下記の通り。
| シーズン | 所属 | 出場 | 出場 | アタック | アタック | アタック | アタック | ブロック | ブロック | サーブ | サーブ | サーブ | サーブ | レセプション | レセプション | 総得点 | 備考 |
| -------- | ---- | ---- | ---- | -------- | -------- | -------- | -------- | -------- | -------- | ------ | ------ | ------ | ------ | ------------ | ------------ | ------ | ---- |
| シーズン | 所属 | 試合 | ット | 打数     | 得点     | 決定率   | 効果率   | 決定     | /set     | 打数   | エース | 得点率 | 効果率 | 受数         | 成功率       | 総得点 | 備考 |
| 2014/15  | 上尾 | 2    | 2    | 2        | 0        | 0.0%     | %        | 0        | 0.00     | 0      | 0      | 0.00%  | 0.0%   | 0            | 0.0%         | 0      |      |
| 2015/16  | 上尾 | 0    | 0    | 0        | 0        | 0.0%     | %        | 0        | 0.00     | 0      | 0      | 0.00%  | 0.0%   | 0            | 0.0%         | 0      |      |